# Pulchrana similis
Espèce
Synonymes
- Polypedates similis Günther, 1873
- Rana similis (Günther, 1873)
- Hylarana similis (Günther, 1873)

Statut de conservation UICN

 LC  : Préoccupation mineure
Pulchrana similis est une espèce d'amphibiens de la famille des Ranidae.

## Répartition
Cette espèce est endémique des Philippines. Elle se rencontre sur les îles de Luçon, de Polillo, de Catanduanes et de Marinduque,.

## Publication originale
- Günther, 1873 : Notes on some reptiles and batrachians obtained by Dr. Adolf Bernhard Meyer in Celebes and the Philippine Islands. Proceedings of the Zoological Society of London, vol. 1873, p. 165-172 (texte intégral).